# Hohmad

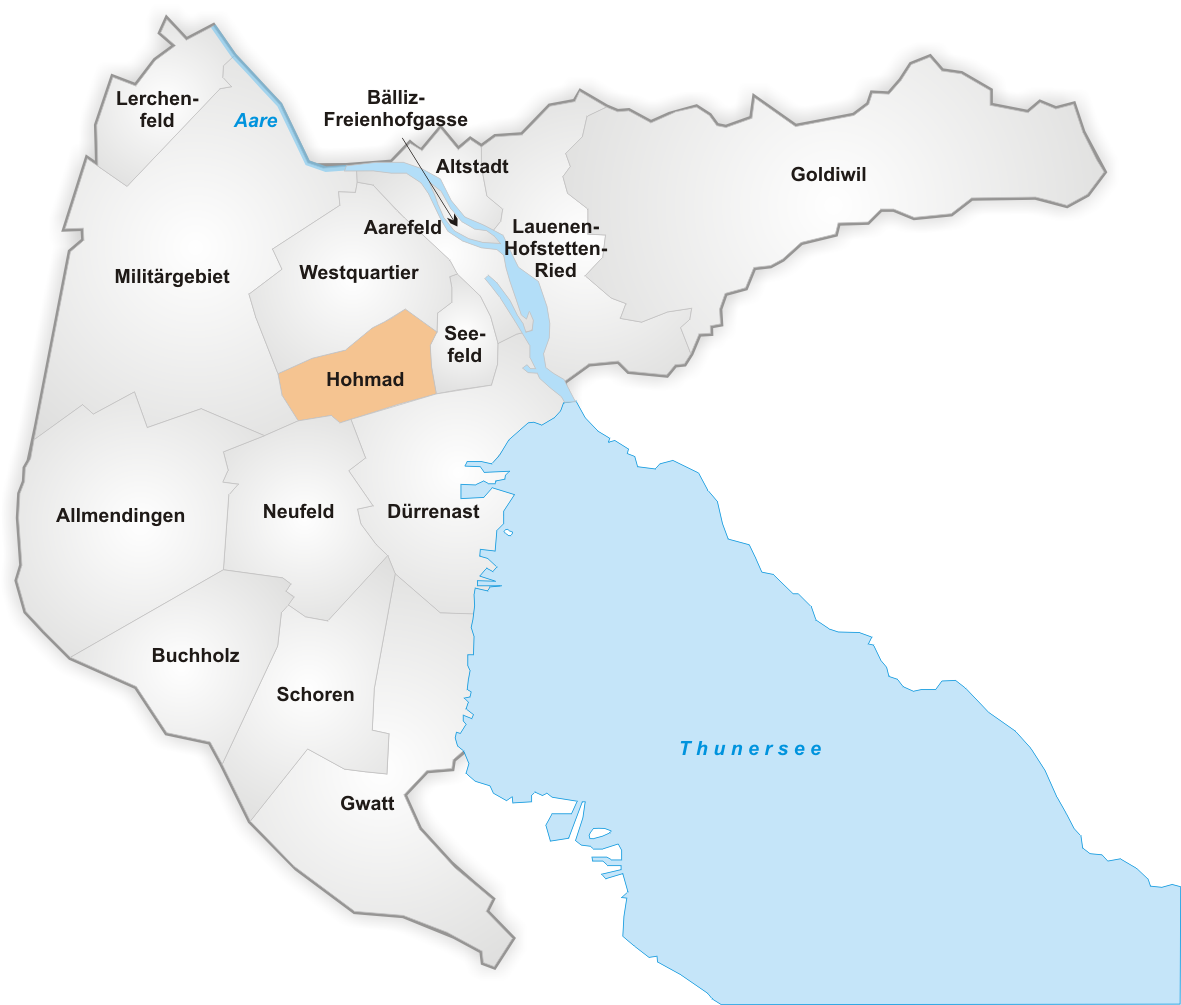
Quartier Hohmad

Das Hohmad ist ein Stadtteil von Thun in der Schweiz.

## Geographie
Das Hohmadquartier befindet sich im Zentrum des Thuner Gemeindegebiets, südwestlich der Altstadt. Im Osten grenzt es an das Seefeld, im Südosten an Dürrenast, im Südwesten an das Neufeld, im Westen an das Militärgebiet und im Norden an das Westquartier.
Die Grenzen des Quartiers, wie sie nach Quartierleist-Einteilung und nach BFS definiert sind, sind durch den Strassenverlauf Frutigenstrasse-Jungfraustrasse-Länggasse-Burgerstrasse-Weststrasse-Talackerstrasse gegeben. Durchquert wird das Quartier von der Hohmadstrasse.

## Geschichte
Der Name des Quartiers leitet sich von «hohe Matte» ab. Das weist darauf hin, dass das Gebiet innerhalb der Ebene, die bis zur Umleitung der Kander in den Thunersee im Jahre 1714 durch Überschwemmungen bedroht war, leicht erhöht lag und für die Graswirtschaft genutzt wurde. Erst nach 1930 begann die Entwicklung zum Wohnquartier. 1977 wurde das Zentrum Oberland, ein grosses Einkaufszentrum mit einem Migros-Supermarkt, eröffnet. Ab Mitte der 2000er Jahre entstand an der Frutigenstrasse eine weitere Wohn- und Geschäftsüberbauung, der Hohmad-Park, mit einer Aldi-Suisse-Filiale, womit fast das gesamte Quartiergebiet überbaut ist.

## Sehenswürdigkeiten
Koordinaten: 46° 45′ N, 7° 37′ O; CH1903: 614029 / 177378